# Casa do Passal
Casa do Passal em 2019, após reabilitação.
A Casa do Passal, também conhecida por Vila de São Cristóvão ou Casa do Doutor Aristides de Sousa Mendes é uma mansão localizada em Cabanas de Viriato, no município de Carregal do Sal. Desde Julho de 2024 alberga o Museu Aristides de Sousa Mendes.
Devido à sua relevância em termos arquitetónicos, científicos e cultural, foi classificada em 2011 como Monumento Nacional através do Decreto n.º 16/2011 de 25 de Maio, publicado no Diário da República, 1.ª série, N.º 101, de 25 de Maio de 2011.

## História
Foi edificada no século XIX. Foi habitada na sua infância pelo diplomata Aristides de Sousa Mendes que durante a II Guerra Mundial emitiu milhares de vistos a judeus e outros perseguidos europeus de países invadidos pela Alemanha nazi, vistos para poderem entrar em Portugal e fugir das perseguições.
Desde 2001 a casa é propriedade da Fundação Sousa Mendes. Foi convertida em museu com o objetivo de divulgar o Ato de Consciência de Aristides de Sousa Mendes.